# 데드 스페이스 2
《데드 스페이스 2》(영어: Dead Space 2)는 비서럴 게임즈가 개발하고 일렉트로닉 아츠가 배급하는 SF 서바이벌 호러 3인칭 슈팅 게임이다. 2011년 1월플레이스테이션 3, 엑스박스 360에 출시되었다. 기존 출시 계획에는 PC판이 들어있었지만 EA사는 PC판을 제작할 계획이 없다고 말했다. 하지만 얼마 후 PC판을 고려 한다는 공식 입장을 표명하였고, 5월 12일 마이크로소프트 윈도우 플랫폼으로 출시되었다. 《데드 스페이스 2》는 《데드 스페이스》의 속편에 해당된다. 플레이스테이션 3 버전에는 플레이스테이션 무브에 대응하는 《데드 스페이스: 익스트랙션》가 동봉되었다.